# 10895 Айнренд
10895 Айнренд (10895 Aynrand) — астероїд головного поясу, відкритий 11 жовтня 1997 року.
Тіссеранів параметр щодо Юпітера — 3,608.